# Franz Seitz Jr.
Pour les articles homonymes, voir Seitz.
Franz Seitz jr., connu également sous le pseudonyme Georg Laforet, né le 22 octobre 1921 à Munich et mort dans la même ville le 19 janvier 2006, est un metteur en scène, scénariste et producteur allemand.
Il est lauréat d'un Oscar pour le film Le Tambour.

## Biographie
Franz Seitz était le fis du producteur et metteur en scène Franz Seitz senior (1888-1952) et de l'actrice Annie Terofal. Son frère Hans Seitz a joué dans plusieurs de ses films. Il avait toujours le rôle du "balourd". Le pseudonyme de Seitz proviendrait du nom d'un comte, un ancêtre, ou bien alors, ce serait le nom de sa mère écrit à l'envers.
Après sa participation à la Seconde Guerre mondiale, un semestre d'études de médecine et l'activité temporaire d'artiste peintre, il a commencé à exercer le même métier que son père. Au début, il produisait des films régionaux (parfois avec son père). Dans les années 1960 il a surtout produit des comédies, puis des films de fiction. Il avait le profond désir de mettre à l'écran les livres de Thomas Mann. Il connut son plus grand succès avec l'adaptation cinématographique du livre "Die Blechtrommel" de Günter Grass (réalisation : Volker Schlöndorff).
Il meurt des suites d'une longue maladie le 19 janvier 2006 à Munich. Il avait 84 ans.

## Récompenses
- 1978 : Filmband in Gold
- 1980 : Oscar du meilleur film en langue étrangère pour Le Tambour
- 1983 : Bayerischer Filmpreis (Le prix pour la production du film La Montagne magique)
- 1990 : Bayerischer Filmpreis (prix d'honneur)
- 1996 : DIVA-Award (avec Artur Brauner)
- 1997 : Berlinale Kamera

## Filmographie

### Producteur
La liste entière fait plus de cent titres. En voici un extrait :
- Der letzte Schuss, 1951
- Die vertagte Hochzeitsnacht, 1953
- Der Meineidbauer, 1956
- Kleiner Mann ganz groß, 1957
- Die Zwillinge vom Silbertal, 1957
- Die grünen Teufel von Monte Casino, 1958
- Mein Schatz ist aus Tirol, 1958
- Ja, so ein Mädchen mit sechzehn, 1959
- Die feuerrote Baronesse, 1959
- Bei der blonden Kathrein, 1959
- Die zornigen jungen Männer, 1960
- Silberfish, 1961
- Isola Bella, 1961
- Der verkaufte Großvater, 1962
- Muß i denn zum Städtele hinaus, 1962
- Moral 63, 1963
- Kennwort... Reiher, 1964
- Tonio Kröger, 1964
- Lausbubengeschichten (de Ludwig Thoma), 1964
- Kleine Front, 1965
- An der Donau, wenn der Wein blüht, 1965
- Tante Frieda - Neue Lausbubengeschichten, 1965
- Grec cherche Grecque (Grieche sucht Griechin de Friedrich Dürrenmatt), 1966
- Ich suche einen Mann, 1966
- Les Désarrois de l'élève Törless (de Robert Musil), 1966
- Stella, 1966
- Onkel Filser - Allerneueste Lausbubengeschichten, 1966
- Der Paukenspieler, 1967
- Fast ein Held (de), 1967
- Sibérie, terre de violence, 1967
- Wenn Ludwig ins Manöver zieht, 1967
- Chronique d'Anna Magdalena Bach, 1968
- La série Die Lümmel von der ersten Bank, 1968-1972
  - Zur Hölle mit den Paukern (de), 1968
  - Ces diables de collégiens (de), 1968
  - Pepe, la terreur des profs (de), 1969
  - Hourra, l'école est en feu !, 1969
  - Les Cancres sont lâchés (de), 1970
  - Heintje donne l'alerte (de), 1971
  - Une conduite peu satisfaisante (de), 1972
- Ludwig auf Freiersfüßen, 1969
- Das Glöcklein unterm Himmelbett (de), 1970
- Der Kapitän, 1971
- La Classe volante (de) (d'Erich Kästner), 1973
- Als Mutter streikte (de Eric Malpass), 1974
- Abelard, 1975
- Unordnung und frühes Leid (de Thomas Mann), 1977
- Le Tambour (Die Blechtrommel de Günter Grass), 1979
- La Montagne magique (Der Zauberberg de Thomas Mann), 1982
- Le Docteur Faustus (de) (Doktor Faustus de Thomas Mann), 1982
- Josef Filser, 1989

### Scénariste
- Die Sterne lügen nicht, 1950
- Kleiner Mann ganz groß, 1957
- Bataille de polochons, 1962
- Lausbubengeschichten (de Ludwig Thoma), 1964
- Wälsungenblut (de Thomas Mann), 1964
- Die Herren (de), 1965
- Tante Frieda - Neue Lausbubengeschichten, 1965
- Grec cherche Grecque (Grieche sucht Griechin de Friedrich Dürrenmatt), 1966
- Onkel Filser - Allerneueste Lausbubengeschichten, 1966
- Der Paukenspieler, 1967
- Wenn Ludwig ins Manöver zieht, 1967
- Le Mariage parfait (Van de Velde: Die vollkommene Ehe de Theodore H. Van de Velde), 1968
- Ludwig auf Freiersfüßen, 1969
- Das Glöcklein unterm Himmelbett, 1970
- Der Kapitän, 1971
- Lilli - die Braut der Kompanie, 1972
- Versuchung im Sommerwind, 1973
- Das fliegende Klassenzimmer (de Erich Kästner), 1973
- Als Mutter streikte (de Eric Malpass), 1974
- Abelard, 1975
- Unordnung und frühes Leid (de Thomas Mann), 1977
- Die Jugendstreiche des Knaben Karl, 1977
- Le Tambour (Die Blechtrommel de Günter Grass), 1979
- Le Docteur Faustus (de Thomas Mann), 1982
- Big Mäc, 1985
- Sukkubus - den Teufel im Leib, 1989
- Erfolg (de Lion Feuchtwanger), 1991
- Die goldene Gans, 1994

### Réalisateur
- Une fille de Paris (Ein Mädchen aus Paris), 1954
- Die Herren (de), 1965
- Der Paukenspieler, 1967
- Ludwig auf Freiersfüßen, 1969
- Abelard, 1975
- Unordnung und frühes Leid (de Thomas Mann), 1977
- Die Jugendstreiche des Knaben Karl, 1977
- Le Docteur Faustus (de Thomas Mann), 1982
- Flammenzeichen, 1985
- Erfolg (de Lion Feuchtwanger), 1991
- Die goldene Gans, 1994

### Acteur
- Der Fußgänger, 1973 ("Dr. Karl Peters")
- King Kongs Faust, 1985 ("Produzent")